# Rage (album)
Rage was het eerste album van de Braziliaanse thrashmetalband Abhorrent en werd uitgebracht in 1996.

## Inhoud
1. 'Intro'
2. 'Let me Live'
3. 'Eternal Doubt'
4. 'Blood on Your Lips'
5. 'No Chance'
6. 'Prelude of the End'
7. 'The Witch'
8. 'One Step'
9. 'Face of Terror'

## Artiesten
- Robson Aldeoli - vocalist
- Marcus Vireoli - gitarist
- Ricardo Thomaz - bassist
- Fabrício Cinelli - drummer